# Alexandre Delmer (fils)
Pour les articles homonymes, voir Alexandre Delmer.
Alexandre Louis Joseph Delmer est un Belge, ingénieur civil des Mines, secrétaire général au Ministère des Travaux Publics, professeur de géographie économique à l’Université de Liège, né à Watermael-Boitsfort le 2 octobre 1879, d’Alexandre Delmer, et de Fannélie Lavaux. Il meurt à Etterbeek le 4 avril 1974, à l’âge de 94 ans.

## Chronologie de sa carrière
- 1903: Décroche le diplôme d’ingénieur civil des Mines, à l’Université de Liège, après des humanités gréco-latines au collège St-Servais.
- 1904: Affecté au bureau de l’ingénieur en chef Libert. Travaille deux ans aux Charbonnages de Liège et de Seraing.
- 1906: Nommé Directeur Général des Mines, à Bruxelles, pour fonder un service d’études économiques et sociales.
- 1908: Chargé de cours de géographie industrielle et commerciale à la Faculté des Sciences et à l’École de Commerce, annexée à la Faculté de Droit de l’Université de Liège.
- 1913: Assiste à Berne, à la Conférence sur la protection des ouvriers.
- 1914: Envoyé à Anvers, comme auxiliaire du génie, puis rappelé à Bruxelles, dans l’administration.
- 1917: Rejoignant l’armée belge à Coutances, il est envoyé comme artilleur, au front de l’Yser, où il est décoré de *la Croix de Guerre. Il écrit des carnets sur sa vie au front qui seront publiés en 1986, par sa fille Marie-Thérèse Delmer (voir infra).
- 1919: Sollicité pour préparer le Traité de Versailles. Nommé directeur à l’Administration centrale des Mines. Envoyé à Washington, comme conseiller belge à la Conférence du Travail.
- 1920: Nommé ingénieur en chef-directeur au Corps des Mines et envoyé au Royaume-Uni pour y étudier la question du salaire minimum.
- 1921: Chargé de cours à l’École de Commerce de Liège sur l’outillage commercial et maritime.
- 1922: Négocie à Berlin la restitution des biens volés par les Allemands pendant la guerre.
- 1924: Chef de Cabinet du Ministre de l’Industrie et du Travail, sous le gouvernement Theunis.
- 1925: Chef de Cabinet du Premier Ministre et secrétaire du Conseil des Ministres.
- 1926: Démissionne de son poste de chef de Cabinet.
- 1927: Nommé secrétaire général du Ministère des Travaux Publics, il participe activement au creusement du Canal Albert.
- 1928: Membre fondateur du Cercle de Géographie liégeois.
- 1937: Vice-président du Cercle de Géographie liégeois jusqu’en 1969.
- 1939: Administrateur de la Société belge d’Études géographiques
- 1940: Administre la Belgique, à la demande du gouvernement, pendant l’absence des Ministres. Préside les réunions. Se charge de traiter avec les Allemands.
- 1941: Écarté par l’Occupant, en raison de sa trop grande indépendance, il se tourne vers le Centre d’Études et de Documentation.
- 1945: À la Libération, reprend son poste de secrétaire général du Ministère des Travaux Publics. Prend sa retraite. Préside le Conseil de l’office de Navigation et enseigne à l’Université de Liège, jusqu’en 1950. Membre fondateur du Comité National de Géographie de Belgique, auquel il participe jusqu’en 1973.
- 1946: Rapporteur au Bureau International du Travail, à Montréal (Canada).
- 1947: Rapporteur pour les questions de transport, à la Conférence du Plan Marshall, à Paris.
- 1950: Membre d’une Commission sur les problèmes des voies d’eau, en litige avec les Pays-Bas. Vice-président de la Société belge d’Études géographiques.
- À partir de 1953: président du Comité spécial Belgique-Rhin; président du Comité belge des Intérêts fluviaux; secrétaire général du Comité européen pour l’aménagement de la Meuse; membre du Comité supérieur de Contrôle. Membre du Comité de Géographie de l’Académie royale, où il s’implique dans la publication de l’Atlas de Belgique.
- 1954: Président de la Société belge d’Études géographiques, jusqu’en 1958.

## Ses publications
- 1905 — Éléments de sidérologie, par Hanns Baron von Jüptner, professeur à l’École des Mines de Leoben. Traduits de l’allemand par E. Poncelet et A. Delmer, ingénieurs. Deuxième partie: Relation entre le traitement thermique et mécanique; la constitution et les propriétés des alliages de fer. Paris. Liége: Ch. Béranger, 1905, IV-437-12 p. : fig.; In-−8°. Reliure pleine toile.

- S. d. — Éléments de sidérologie, par Hanns Baron von Jüptner, professeur à l’École des Mines de Leoben. Traduits de l’allemand par E. Poncelet et A. Delmer, ingénieurs. Troisième partie: Actions réciproques entre le fer et différents éléments; procédés métrallurgiques. Paris. Liége: Ch. Béranger, s. d., III-449 p. : fig.; planches hors-texte; In-−8°. Reliure pleine toile.

- 1907 — Enquête anglaise sur la journée de huit heures, par A. Delmer, ingénieur des mines, secrétaire adjoint de la Commission d’enquête sur la durée du travail dans les mines. Bruxelles: Ramlot, frères et sœurs [1907]; Bruxelles: Imprimerie L. Narcisse, 143 p.; In-−8°. Extrait des Annales des mines de Belgique, tome XII.

- 1908 — Commission d’enquête sur la durée du travail dans les mines de houille. Pays étrangers; données statistiques et mesures législatives, par A. Delmer, ingénieur des mines, secrétaire adjoint de la Commission. Bruxelles: J. Goemaere, [1908], 119 p. et un diagr. Hors texte; In-−4°.

- 1908 — La durée du travail dans les mines de houille des pays étrangers: Autriche. Note complémentaire adressée à la Commission d’enquête sur la durée de travail dans les mines, par A. Delmer, ingénieur des mines, secrétaire adjoint de la Commission. Bruxelles: Misch et Thron, [1908]. Imprimerie Goemaere, 9 p.; In-−4°.

- 1908 — La durée du travail dans les mines de houille des pays étrangers: Allemagne, Autriche, Pays-Bas, France, Angleterre, États-Unis. Données statistiques et mesures législatives, par A. Delmer, ingénieur des mines, secrétaire adjoint de la Commission. Bruxelles: Misch et Thron, [1908], 119 p. et un diagr. Hors texte; In-−4°. Rapport présenté à la Commission d’enquête sur la durée du travail dans les mines.

- 1908 — Le gisement houiller du Limbourg néerlandais et son exploitation, par A. Delmer, ingénieur des mines. Bruxelles, [1908], Impr. L. Narcisse, 322 p. et III pl. hors texte; In-−8°. Extrait des Annales des mines de Belgique, tome XII.

- 1909 — Commission d’enquête sur la durée du travail dans les mines de houille. Statistiques des accidents miniers, par L. Delruelle, ingénieur principal des mines et A. Delmer, ingénieur des mines, secrétaires adjoints de la Commission. Bruxelles: Misch et Thron, [1909], Bruxelles: Imprimerie E. Daem. VIII-504 p. et 48 pl. de diagrammes hors texte; In-−4°.

- 1913 — La question du minerai de fer en Belgique, par A. Delmer, ingénieur au Corps des mines, à Bruxelles. Première partie: Les gisements de minerai de fer en Belgique. Bruxelles: Impr. Lucien Narcisse, 1913, 1 f. + 108-CIV p.: fig., cartes; 25 x 16, 5. Extrait des Annales des mines de Belgique, année 1913.

- 1913 — Le programme d’une excursion scientifique en Allemagne, par A. Delmer, ingénieur des mines, chargé de cours à l’Université de Liége. Liége, 1913, 8 ff. non paginées; 24, 5 x 16, 5. Société belge d’études et d’expansion. Extrait du Bulletin trimestriel de la Société belge d’études et d’expansion, 7e année, no 4, octobre 1913. Hors commerce. [Cote 1729 R].

- 1919 — Le mouvement des combustibles minéraux sur les voies navigables belges. Étude économique et cartes, par A. Delmer, ingénieur principal des Mines, chargé de cours à l’Université de Liège. Ixelles; Bruxe;lles: L. Narcisse, impr.-édit., 1919, V-93 p.; fig., cartes; 25 x 16, 5. [Cote III 47. 397 A]

- 1920 — Carte de la répartition des charbons belges d’après leur nature, par A. Delmer, ingénieur principal des Mines, professeur à l’Université de Liége. Ixelles; Bruxelles: impr. Gaston Louis, 1920, 27 p.; carte; 24, 5 x 16. Extrait des Annales des Mines de Belgique, 1920, t. XXI, 4e livre. [Cote III 44. 239 A 22].

- 1922 — Guide industriel belge des charbonnages. Édition 1922, augmentée des cartes de la répartition des charbons d’après leur nature et d’une description sommaire des bassins houillers belges et explication des cartes, par M. Delmer, ingénieur en chef, directeur des Mines, 22e année, 1922; Charleroi: Désiré Hallet, 1922; 128 p.; cartes; 18 x 12, 5. Les guides industriels belges.

- 1924 — Wettelijke regeling op de stoomtoestellen. Besluiten, onderrichtingen en toelichtingen, gevolgd van tebellen, voor het bereken van het vermogen der stoommachines, door A. Delmer, hoofdingenieur bij den Dienst van het Mijnwezen, secretaris van de Vaste raadgevende Commissie voor de stoomtoestellen. Vertaald door J. Swolfs, onderbestuurder bij het Mijnwezen. Brussel: Robert Louis, 1924, 159 f.; in-−12°. [Cote BR IV 7 360 A].

- 1925 — Guide industriel belge des charbonnages. Édition 1925, augmentée des cartes de la répartition des charbons d’après leur nature et d’une description sommaire des bassins houillers belges et explication des cartes, par M. Delmer, ingénieur en chef, directeur des Mines. Charleroi; Bruxelles: Désiré Hallet, 1925; 156 p.; cartes; 17, 5 x 12. Les guides industriels belges.

- 1935 — Le Canal Albert, sa raison d’être, état d’avancement, caractéristiques, par Alexandre Delmer. Strasbourg, La Navigation du Rhin, 1935, in-−4°, 15 p., fig., cartes.

- 1937 — Défense belge présentée à la Cour permanente de Justice internationale [de La Haye] dans le procès des prises d’eau à la Meuse. I.- Plaidoirie introductive de Mr Joseph de Ruelle, agent de l’État belge. Exposé de Mr Alexandre Delmer, secrétaire général du Ministère des Travaux publics, professeur à l’Université de Liége. Documents et cartes. — II.- Plaidoyer de M. Joseph de Ruelle. — III.- Réplique de Me René Marcq, bâtonnier de l’Ordre des avocats à la Cour de Cassation de Belgique, professeur à l’Université de Bruxelles, par Joseph de Ruelle, Alexandre Delmer et René marcq. Bruxelles: Impr. E. Guyot, 1937, 4 fasc.; cartes; in-−8°. [Cote BR IV 9 073 A].

- 1937 — Le rôle de la navigation intérieure dans l’économie belge, par Alexandre Delmer, professeur à l’Université de Liége. Bruxelles Fonds de la Batellerie rhénane belge, 1937, 60 p.; in-−8°. [Cote BR B 5325 2].

- 1939 — Le Canal Albert, par A. Delmer. Paris: Dunod, 1939; 1 vol., 383 p. + 1 vol., in-−8°, pl. cartes, plans; fig., cartes, plans; in-−8°. Bibliothèque de l’École supérieure de sciences commerciales et économiques de l’Université de Liége; XXI. [Cote 424 R XVIII 21].

- 1939 — Le Canal Albert, par A. Delmer, secrétaire du Ministère des Travaux publics. Liège; G. Thone, 1939; 383 p.; couv., pl., fig., cartes; 2 vol. [Cote BR IV 11. 960 A].

- 1945 — Les ports de l’estuaire de l’Escaut, de la Meuse et du Rhin, [par A. Delmer]. À propos des coulées pierreuses du plateau de la Baraque Michel, par Paul Fourmarier. L’étrange capture de la Meuse par la Bar, par Paul Macar. Liége, J. Wyckmans, 1945, cartes, fig.; in-−8°. L’article d’A. Delmer est extrait du Bulletin de la Société belge d’études géographiques, t. XIV, 1944-1945, fasc. 1, p. 63-98; celui de P. Fourmarier, des Annales de la Société géologique de Belgique, t. LXVIII, bulletin no 5, mars 1945, p. B 127-B 131; celui de P. Macar, de la même publication, t. LXVIII, bulletin no 9, juillet, p. B 198-B 213-3. Cercle des géographes liégeois. Travaux; fasc. 60. Travaux du Séminaire de géographie de l’Université de Liége; fasc. LXXX. [Cote 4991a R 60].

- 1945 — Le bouchon de Lanaye, par Alexandre Delmer. Liège: J. Wyckmans, 1945, 22 p.; cartes, diagr.; in-−8°. Extrait des Annales des travaux publics de Belgique, t. XLVI, 2e série, 1945, 5e fasc., oct.; Cercle des géographes liégeois; fasc. 61 des Travaux du Séminaire de géogr. de l’Université de Liège, fasc. LXXXI. [Cote 4991a R 61].

- 1945 — Le bouchon de Lanaye, met samenvatting in ’t Nederlandsch, door A. Delmer. Bruxelles: A. Goemaere,

- 1945, 24 p. pl., cartes, diagr.; in-−8°. Extrait des Annales des travaux publics de Belgique, oct. 1945. [Cote IV 246 A 7].

- 1946 — Liége, port de mer. Essai de prévision économique en fonction du trafic maritime d’autres ports intérieurs, avec 18 figures et 6 planches, par Paul Romus. Préface d’A. Delmer. Liège: G. Thone, 1946, IX-480 p.; pl.; fig.; in-−8°. Bibliothèque de l’École supérieure de sciences commerciales et économiques de l’Université de Liége; vol. XXXI. [Cote 424 R XVIII 31].

- 1947 — Les transports de marchandises. Étude économique, par Alexandre Delmer. Bruxelles, Éditions techniques et scientifiques, R. Louis, 1947; 184 p.; fig.; diagr.; in-−8°. [Cote 424 R XXVII 27].

- 1949 — Géographie économique. Principes et applications. 1re partie: Le cadre de la géographie économique. Texte et Album. — 2e partie: La localisation de la production. Texte et Album. — 3e partie: Les transports. Texte et Album, par Alexandre Delmer. Liège: Éditions Desoer, 1949, 6 vol.; cartes, diagr.; in-−4°. Polycopié. [Cote IV 38. 862 B].

- 1952 — La valeur économique d’une grande voie navigable: le canal Albert. Met samenvatting in ’t Nederlands, par Alexandre Delmer. Bruxelles. Impr. G. I. G., 1952; 50 p.; pl.; carte, diagr.; in-−8°. Extrait des Annales des travaux publics de Belgique, 1952, oct. [Cote IV 246 A 19].

- 1953 — La Communauté Européenne du Charbon et de l’Acier [CECA]. Les transports par eau. La Meuse, le Rhin, la Moselle, par A. Delmer. Liège, J. Wyckmans, 1953, 36 p.; pl.; fig.; carte; tabl.; in-−8°. Extrait des Annales des travaux publics de Belgique, 100e ann., 1953. Cercle des géographes liégeois. Travaux; fasc. 84. Travaux du Séminaire de géographie de l’Université de Liège; fasc. CIV. [Cote 4991a R 84].

- 1953 — Les communications par eau entre l’Escaut, la Meuse et le Rhin, par A. Delmer. Liège: J. Wyckmans, 1953, 14 p., carte, in-−8°. Extrait du Bulletin de la Société belge d’études géographiques, t. XXI, 1952, no 2, p. 187-200. Cercle des géographes liégeois. Travaux; fasc. 81. Travaux du Séminaire de géographie de l’Université de Liège; fasc. CI. [Cote 4991a R 81].

- 1953 — La géographie de la Communauté Européenne du Charbon et de l’Acier [CECA], par A. Delmer. Bruxelles: Éditions techniques et scientifiques, 1953, 19 p.; pl.; carte, diagr. in-−4°. Extrait des Annales des mines de Belgique, 1953, 2e livr. [Cote IV 30. 691 B 8].

- 1954 — Prodome d’une description géologique de la Belgique, publié sous la direction de Paul Fourmarier; avec la collaboration de Ch. Ancion, P. Antun, Et. Asselberghs, e. a. En annexe une carte géologique à l’échelle du 500000e, dressée par P. de Béthune et Echelles stratigraphiques des gisements houillers de Belgique et des régions voisines; avec notices explicatives par A. Delmer et J. M. Graulich. Hommage de la Société géologique de Belgique à son secrétaire général, Paul Fourmarier, à l’occasion de son 75e anniversaire, 1877-1952. Liège. Impr. H. Vaillant-Carmanne, 1954; 826 p.; portr.; cartes, in-−4°. Société géologique de Belgique. [Cote IV 38 995 B].

- 1955 — Les transports présents et futurs de la Communauté européenne du Charbon et de l’Acier, Liège, J. Wyckmans, 1955, carte, 20 p.

- 1958 — Minerai de fer. Les gisements de l’Atlantique. Les gisements de l’Europe, de Lorraine. Les transports. La Meuse, par Alexandre Delmer, Bruxelles, Éditions techniques et scientifiques, 1958, 44 p., cartes, diagr., in-−4°. Joint aux publications du Cercle des géographes liégeois. Extrait des Annales des mines de Belgique, décembre 1957 — janvier 1958. [Cote 4991b R 7].

- 1959 — Le destin européen de la Meuse, Paris, ISEA, 1959, 12 p. Cahiers de l’Institut des Sciences économiques appliquées, no 90 — série L, no 5, Économie régionale.

- 1963 — La liaison entre l’Escaut et le Rhin: le traité du 13 mai 1963, Bruxelles. Fonds de la Batellerie rhénane belge, 1963, fig., 12 p.

S. d. — Géographie botanique de la Belgique, par Raymond Bouillenne. Géographie humaine de la Belgique, par Omer Tulippe et Alexandre Delmer. Bruxelles: Editorial-Office, s. a., 43 p; fig.; cartes, plans, in-−4°. Grande encyclopédie de la Belgique et du Congo belge, p. 55-98. [Cote BR IV 1075 B 12].
- 1986 — 1917-1918. Carnets de guerre d'Alexandre Delmer, présentés par Marie-Thérèse Delmer. Bruxelles, 1986, 250 p.

## Sources
- Biographie sur le site de la Bibliothèque royale de Belgique
- Biographie sur le site de la Bibliothèque nationale de France
- Biographie nationale belge, 1981, t. XLII, fasc. 1, p. 205-218.